# مجوز پرداخت مستمر
مجوز پرداخت مستمر (به انگلیسی: Continuous payment authority)(اختصاری CPA) یک روش پرداخت خودکار است که در آن فرد به فروشنده اجازه می‌دهد هر زمانی که احساس کرد مشتری به او بدهی دارد، از حساب اعتباری مشتری مبلغ مورد نظر را منتقل کند. این روش معمولاً توسط مؤسسات قرض‌دهی روزپرداخت، باشگاه‌های ورزشی و سایت‌های اشتراکی مانند مجلات استفاده می‌شود.
مجوز پرداخت مستمر نباید با پرداخت‌ مستقیم یا دستور ثابت (بانکی) اشتباه گرفته شود. در بسیاری موارد هیچ سابقه مکتوبی از آن‌ها وجود ندارد. همچنین، پرداخت‌کننده که کارت اعتباری یا بدهی‌اش به سیستم مجوز پرداخت مستمر متصل است، می‌تواند با تماس با فروشنده یا بانک، این مجوز را لغو کند. نگرانی‌هایی در مورد سوءاستفاده از مجوزهای پرداخت مستمر وجود دارد؛ زیرا بعضی شرکت‌ها بدون اطلاع مشتری، مبالغی را از حساب‌های آن‌ها منتقل می‌کنند. مشتریان معمولاً از شرایط و ضوابط استفاده از این خدمات آگاهی ندارند.